# Arthur Witty
Arthur Witty Cotton (Barcelona, 16 de agosto de 1878-Barcelona, 9 de noviembre de 1969) fue un futbolista español de origen británico. Fue un jugador del Fútbol Club Barcelona de finales del siglo XIX y principios del XX, y fue también el cuarto presidente del Barcelona. Este jugador miembro de una importante familia de la colonia inglesa, llegó al club catalán poco después de su fundación, ejerciendo también tareas directivas. Fue presidente de la entidad azulgrana durante dos años, de 1903 a 1905.
La trayectoria futbolística de Arthur Witty en el Barcelona duró 6 años. Antes de entrar a formar parte de la plantilla azulgrana, Witty se enfrentó al FC Barcelona en el primer partido de la historia del equipo catalán, que tuvo lugar el 8 de diciembre de 1899. El rival era el equipo de la colonia inglesa residente en Barcelona, en el cual jugaban Arthur Witty y su hermano Ernest, que más tarde también acabaría en las filas del Barça.
Witty se incorporó en el Barcelona el mismo año 1899 y debutó en un partido contra el Català el 24 de diciembre, junto a su hermano Ernest y el portero Brown.
En las 6 temporadas que militó en el Barcelona el liderazgo de Arthur Witty dentro del vestuario azulgrana nunca fue discutido. En diciembre de 1900, en la última junta general celebrada en el gimnasio Solé, fue nombrado socio honorífico por los valiosos servicios prestados al club.
Su tarea extradeportiva dentro del club no terminó aquí. El 25 de abril de 1901, en la reunión de la junta, fue nombrado vocal del club. Dos años más tarde, el 17 de septiembre de 1903 su responsabilidad como directivo aumentó y fue elegido presidente del Fútbol Club Barcelona. Su mandato duró hasta el 6 de octubre de 1905.
Witty, que trajo desde Inglaterra las primeras pelotas auténticamente de reglamento e impulsó la colocación de redes en las porterías, defendió la camiseta blaugrana en 77 ocasiones entre 1899 y 1905, marcando 4 goles.
Durante su etapa al frente del club, el Barcelona realizó su primera salida al extranjero. Fue el 1 de mayo de 1904, donde el equipo disputó su primer partido internacional contra el Stade Olympique de Toulouse, en Toulouse, Francia. El resultado fue de 2-3 para los azulgranas. Esa misma temporada el fundador del club, Hans Gamper, colgaba las botas con 25 años para dedicarse con más atención a sus negocios, aunque intervendría en algunos partidos aislados y continuaría formando parte de la comisión deportiva.

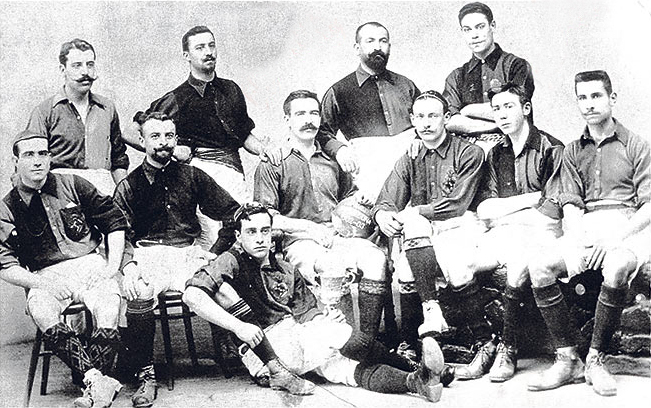
Primer equipo del FC Barcelona en 1903. De pie: Llobet, Terradas, Reig y Vidal. Sentados: Ossó, Steinberg, Meyer, Witty, Gamper, Harris y Lasaleta.

En la temporada siguiente, 1904-05, el FC Barcelona se proclamó por primera vez campeón de Cataluña. El partido decisivo se disputó el 21 de junio de 1905 contra el Espanyol, al cual vencieron por 3-2. Otro logro de Witty fue la inauguración del Campo de la calle Muntaner, el antiguo Hispania. Los propietarios de los terrenos de la carretera de Horta decidieron edificarlos y desde el 26 de febrero de 1905 el Barcelona pasó a jugar sus partidos en los terrenos situados en la calle Muntaner y delimitados por las calles París, Casanova y Londres.
También incorporó al primer equipo jóvenes valores de la cantera como los hermanos Comamala, Forns, Quirante y Soler I, una política que no fue bien vista por algunos. Don Arturo, como era conocido, estuvo en la presidencia del club durante 746 días. Su adiós fue muy sentido por los socios del Barça, que durante su mandato se incrementaron hasta llegar a 234.

## Palmarés
FC Barcelona
Jugador
- Debut como jugador: 24-12-1899 (Barcelona 3-1 Català, amistoso)
- Partidos jugados: 77
- Goles: 4

- Copa Macaya: 1:
  - 1901-02
- Copa Barcelona: 1:
  - 1902-03
- Campeonato de Cataluña: 1:
  - 1904-05

Presidente
- Debut como presidente: 17-09-1903

- Campeonato de Cataluña: 1:
  - 1904-05